# Hyperbola somphota
Hyperbola somphota är en fjärilsart som beskrevs av Edward Meyrick 1920. Hyperbola somphota ingår i släktet Hyperbola och familjen äkta malar.
Artens utbredningsområde är Kenya. Inga underarter finns listade i Catalogue of Life.